# 古ラテン語聖書

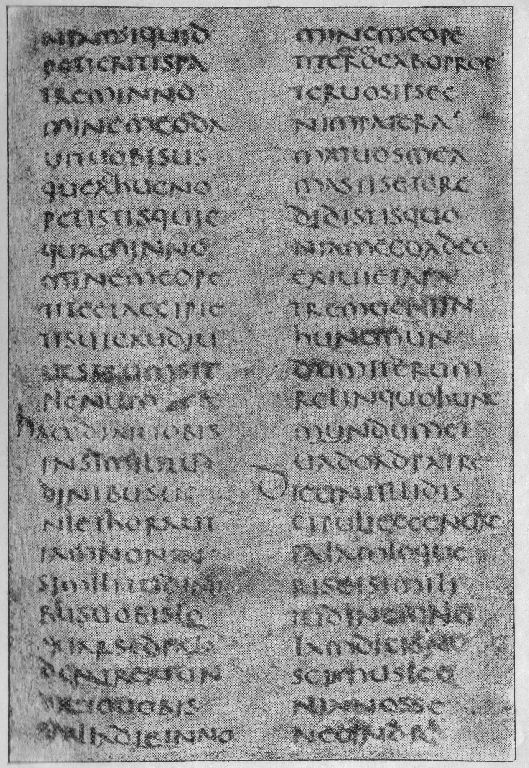
エウセビオスによって書かれたCodex Vercellensisの一部。ヨハネによる福音書 16:23-30

古ラテン語聖書（こらてんごせいしょ、Vetus Latina）は、ヒエロニムスによるヴルガータ以前の、数々のラテン語訳聖書の総体を指す。したがって「古いラテン語」による聖書ではなく、ラテン語による「古い聖書」の意味である。かつてはこれを「イタラ」（Itala）と呼んでいたが、イタリア半島以外にも広く流布していたことが明らかとなり、現在では、この呼称は消えつつある。
ヴルガータの四福音書以外の新約文書は、これらの訳がそのまま用いられており、またヴルガータの四福音書も、ヒエロニムスは、古ラテン語訳を大いに参照して改訳・改訂したと考えられている。また、今日の新約聖書ギリシア語原典の本文批評においても、重要な役割を果たす。